# Наусниц
Наусниц (нем. Nausnitz) — община в Германии, в земле Тюрингия. 
Входит в состав района Заале-Хольцланд. Подчиняется управлению Бюргель (Тюринген).  Население составляет 70 человек (на 31 декабря 2010 года). Занимает площадь 1,42 км².